# MNK Argus Slavonski Brod
Malonogometni klub "Argus" (MNK Argus; Argus Slavonski Brod; Argus) je futsal (malonogometni) klub iz Slavonskog Broda, Brodsko-posavska županija, Republika Hrvatska.

## O klubu
Malonogometna momčad "Argusa" je formirana 1997. godine, te se uspjeđno natjecala u "Ligi malog nogometa Slavonski Brod". Klub je dobo naziv po istoimenoj tvrtki koja je bila sponzor kluba. 
 
Kako bi se mogli natjecati u "2. HMNL", dolazi do službenog osnivanja i registracije kluba MNK "Argus". Osnivačka skupština je održana 23. lipnja 2002. godine te je "Argus" postao prvi službeno registrirani malonogometni klub iz Slavonskog Broda. 
 
Klub je u sezoni 2002./03. prvak "2. HMNL - Istok" te poslije kvalifikacija ostvaruje plasman u "1. HMNL", u kojoj igraju do kraja sezone 2004./05. nakon koje donose odluku u istupanju iz lige i privremenom zamrzavanju aktivnosti. 
 
Klub kasnije nanovo počinje s natjecanjima, nastupajući u lokalnim ligama i turnirima.

## Uspjesi
2. HMNL - Istok
- prvak: 2002./03.

1. liga malog nogomet Slavonski Brod
- prvak: 2001. (proljeće), 2001. (jesen), 2002. (proljeće)

Superkup LMN Slavonski Brofd
- pobjednik: 2002.

Ljetni kup Slavonskog Broda
- pobjednik: 2002., 2003.

Božićni malonogometni turnir Požega
- pobjednik: 2002., 2003.

## Plasmani po sezonama
| sezona    | rang  | liga                   | poz.  | klubova u ligi | ut    | pob   | ner   | por   | gol+  | gol-  | bod   | doigravanje     | napomena               | izvori |
| Argus     | Argus | Argus                  | Argus | Argus          | Argus | Argus | Argus | Argus | Argus | Argus | Argus | Argus           | Argus                  | Argus  |
| --------- | ----- | ---------------------- | ----- | -------------- | ----- | ----- | ----- | ----- | ----- | ----- | ----- | --------------- | ---------------------- | ------ |
| 2002./03. | II.   | 2. HMNL - Istok        | 1.    | 9              | 16    | 16    | 0     | 0     | 136   | 34    | 48    |                 | kval. za 1. HMNL       |        |
| 2002./03. | II.   | Liga za prvaka 2. HMNL | 1.    | 4              | 3     | 2     | 1     | 0     | 11    | 4     | 7     |                 | plasirali se u 1. HMNL |        |
| 2003./04. | I.    | 1. HMNL                | 5.    | 12             | 22    | 11    | 3     | 8     | 110   | 95    | 36    |                 |                        |        |
| 2004./05. | I.    | 1. HMNL                | 7.    | 12             | 22    | 9     | 2     | 11    | 102   | 100   | 29    | četvrtzavršnica |                        |        |
|           |       |                        |       |                |       |       |       |       |       |       |       |                 |                        |        |
|           |       |                        |       |                |       |       |       |       |       |       |       |                 |                        |        |

## Poznati igrači
- Mario Mandžukić[6]

## Unutrašnje poveznice
- Slavonski Brod

## Vanjske poveznice
- argus-sb.hr/MNK.htm, stranica kluba, wayback arhiva
- old.futsalplanet.com, ARGUS Slavonski Brod